# Aidan Shipley
Aidan Shipley es un actor, director y productor canadiense. Hizo su primera aparición en la serie Overruled! interpretando a Vincent en el episodio Worlds Collide. También interpretó a Dean O 'Reilly en la película Bunks de Disney XD.

## Biografía
Aidan Shipley nació el 11 de diciembre de 1992 en Stratford, Ontario, donde se sumergió rápidamente en la comunidad teatral que lo rodeaba. Jugó el papel del hijo pequeño en la producción del Festival Stratford de Medea, así como el príncipe Arturo (el papel de los más grandes de los niños de Shakespeare) en King John y aprendió en el trabajo de algunos de los mejores actores de teatro en el país, entre ellos Peter Donaldson, Martha Henry, Tom McCamus y Seana McKenna. Después de pasar dos años en la formación de Irlanda en el hip-hop y breakdance, Shipley volvió a Canadá para la escuela secundaria donde continuó tanto en la actuación y el baile.  

## Carrera
Cuando Shipley estaba en la escuela secundaria, apareció en una variedad de papeles en televisión y cine, incluyendo Vacaciones con Derek y Pure Pwnage de Showcase.
Shipley entró en el programa de cine de la Universidad de Ryerson. Además de sus estudios a tiempo completo, Shipley siguió a la tierra una serie de papeles en televisión y cine más destacado de los cuales incluían el trabajo con Cillian Murphy en la película Red Lights, además de trabajar con Ryan Reynolds en la película de Atom Egoyan. Shipley también ha aparecido en programas de televisión tales como Rookie Blue, What's Up Warthogs! y Flashpoint. Actualmente se encuentra en su último año en Ryerson donde continúa a perseguir actuación y dirección.

## Filmografía
| Año  | Título               | Personaje            | Notas                    |
| ---- | -------------------- | -------------------- | ------------------------ |
| 2009 | Overruled!           | Vincent              | Episodio: Worlds Collide |
| 2010 | Pure Pwnage          | Adolescente          | 2 episodios              |
| 2010 | Vacaciones con Derek | Ben                  | Película de TV           |
| 2010 | Baxter               | Breakdancer          | Episodio: Dancing Fools  |
| 2010 | What's Up Warthogs!  | Money Melvin         | 2 episodios              |
| 2012 | Frenemies            | Amigo de Walkers     | Película de TV           |
| 2012 | Red Lights           | Hijo del soldado Tom | Papel menor              |
| 2012 | Flashpoint           | Tobias               | Episodio: Broken Peace   |
| 2013 | Bunks                | Dean O 'Reilly       | Protagonista             |
| 2014 | The Captive          | Albert               | Papel secundario         |
| 2014 | Running Season       | Connor O'Connor      | Corto                    |
| 2015 | A Wish Come True     | Joey                 | Protagonista             |
| 2015 | Natasha              | Rufus                | Posproducción            |

### Como Director
| Año  | Título       | Notas |
| ---- | ------------ | ----- |
| 2012 | Alan's Study | Corto |
| 2013 | Bridges      | Corto |
| 2014 | Dorsal       | Corto |

### Como Productor
| Año  | Título         | Notas               |
| ---- | -------------- | ------------------- |
| 2012 | Alan's Study   | También como editor |
| 2014 | Running Season | Productor adjunto   |
| 2014 | Dorsal         | Productor ejecutivo |

## Premios y nominaciones
| Año  | Premiación                                     | Categoría                                                  | Trabajo | Resultado | Ref.  |
| ---- | ---------------------------------------------- | ---------------------------------------------------------- | ------- | --------- | ----- |
| 2013 | The Newport International Film Festival, Wales | Mejor director                                             | Bridges | Nominado  | [ 1 ] |
| 2013 | The Newport International Film Festival, Wales | Mejor corto (compartido con Nicole Bond y Grayson Moore)   | Bridges | Nominado  | [ 1 ] |
| 2014 | WorldFest Houston                              | Premio de oro (compartido con Nicole Bond y Grayson Moore) | Bridges | Nominado  | [ 1 ] |